# RSOV
RSOV (Ranger Special Operations Vehicle)は、アメリカ陸軍第75レンジャー連隊で運用されている小型軍用車両 (非装甲戦闘車両/偵察戦闘車) である。

## 概要
RSOV (Ranger Special Operations Vehicle)は、日本語に直訳すれば"レンジャー特殊作戦車両"という意味である。ランドローバー製の4輪駆動車であるランドローバー・ディフェンダーを改修した車両で、オープントップの車体後部にロールケージを装備し、M2重機関銃あるいはMk19グレネードランチャーを搭載し第75レンジャー連隊によって偵察戦闘車として使用されている。以前はこの任務にM151が使用されていたが、1992年より本車が導入された。
RSOVは、イギリス陸軍で運用されているランドローバー・ウルフの非装甲偵察戦闘型であるWMIK（Weapons Mount Installation Kit）と非常によく似た外観・構成の車両であるが、RSOVの武装搭載部分はWMIKより先に設計された別の物である。

## バリエーション
RSOV (Ranger Special Operations Vehicle)
M2重機関銃やMk19グレネードランチャーを搭載した偵察戦闘車型。
MEDSOV  (Medical Special Operations Vehicle)
各レンジャー大隊に2両ずつ配備されている野戦救急車型の車両。兵装マウントの代わりに担架を搭載可能なラックが装備されている。
MORTSOV  (Mortar Special Operations Vehicle)
各レンジャー大隊の迫撃砲小隊に2両ずつ配備されている車両。M120 120mm迫撃砲の牽引や、砲弾・装備品の輸送に使用されている。
"Shark"  (Command/Control/Communications Vehicle)
無線機を搭載した指揮通信車両型。